# Old Iron Town
Old Iron Town je zaniklá osada na jihu okresu Iron County ve státě Utah. Nachází se v Dixie National Forest, přibližně 35 km od Cedar City. Byla založena v roce 1868 kvůli těžbě železa a zanikla v roce 1876. V roce 1971 byly zbytky budov zapsány do národního registru historických míst.